# 光明路街道 (呼和浩特市)
光明路街道，是中华人民共和国内蒙古自治区呼和浩特市回民区下辖的一个乡镇级行政单位。

## 行政区划
光明路街道下辖以下地区：
什拉门更社区、果园路社区、电子路社区、阳光社区、光明小区社区、金园社区、龙翔苑社区、沿河社区、西铁社区、富丽社区和巴彦淖尔北路社区。